# Christian Homann Schweigaard

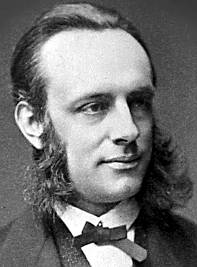
Christian Schweigaard

Christian Homann Schweigaard (* 14. Oktober 1838 in Christiania; † 24. März 1899 ebenda) war ein norwegischer Jurist und Politiker.
Seine Eltern waren Professor Anton Martin Schweigaard (1808–1870) und dessen Frau Caroline Magnine Homann (1814–1870). Am 23. Mai 1867 heiratete er in Christiania Thea Meyer (22. März 1846–2. Januar 1922), Tochter des Großhändlers Thorvald Meyer (1818–1909) und dessen Frau Annichen Mathea (“Thea”) Tofte (1820–1900).
Schweigaard wuchs in Christiania auf. Nach dem Examen artium 1855 als Preseterist studierte er Rechtswissenschaften. 1860 legte er das juristische Staatsexamen ab. Danach war er Hilfsanwalt in der Kanzlei seines Onkels P. J. Homann, studierte ein Jahr in London und Paris und wurde 1863 Rechtsanwalt am Obergericht. Anderthalb Jahre später wurde er Anwalt am Obersten Gerichtshof und hatte bald eine große angesehene Kanzlei. 1873 bis 1880 war er Stadtverordneter und von 1879 bis 1880 Ordfører von Christiania. Er war Mitglied der königlichen Kommission zur Erweiterung christianias und 1877 Mitglied des parlamentarischen Steuerausschusses und außerdem Mitglied der Eisenbahndirektion.
Im Zuge der Regierungsumbildung von 1880 wurde Schweigaard Staatsrat und Präsident des Revisionsdepartements. 1882 bis 1883 war er Mitglied der Staatsratsabteilung in Stockholm und danach Finanzminister bis zur Auflösung der Regierung durch das Urteil des Reichsgerichts von 1884. Während Staatsminister Selmer des Amtes verlustig erklärt wurde, erhielt Schweigaard nur eine Geldstrafe wegen zweier Anklagepunkte, während der Hauptanklagepunkt, die Verweigerung der Gegenzeichnung zum Staatsratsgesetz, gegen ihn nicht zum Tragen kam, da er erst nach diesem Konflikt in die Regierung eingetreten war. Die neue Regierung wurde am 3. April 1884 von Schweigaard gebildet, hielt aber nur bis 31. Mai 1884 („Aprilministerium“). Die Regierung wurde wegen ihrer Ratlosigkeit von der übermächtigen Gruppe der Venstre im Storting nicht ernst genommen. Der Entwurf für den Marine-Haushalt wurde niedergestimmt, woraufhin Staatsrat Jacob Lerche zurücktrat. Dann sollten zwei Staatsratsmitglieder vor dem Storting erklären, ob Selmer geplant habe, das Urteil des Reichsgerichts auszusitzen und gegebenenfalls mit Gewalt an der Regierung zu bleiben. Solche Überlegungen hatte es offenbar gegeben. Es drohte eine erneute Anklage vor dem Reichsgericht, der König und die schwedische öffentliche Meinung waren unzuverlässig, die Høyre gespalten. Das führte zum Rücktritt der Regierung Schweigaard am 31. Mai 1884, weshalb seine Regierung das „Aprilministerium“ genannt wird.
Danach nahm Schweigaard seine Rechtsanwaltspraxis wieder auf. Er wurde auch wieder in das Stadtparlament von Christiania gewählt und war von 1885 bis 1888 Ordfører, ein Amt, das er schon 1879–80 ausgeübt hatte.
Dem Stadtparlament gehörte er bis 1894 an. Er war 1886 bis 1897 für Holmestrand Stortingsdelegierter. Im Storting war er 1889 bis 1897 Präsident des Odelstings und 1889 bis 1891 Fraktionsvorsitzender der Høyre-Partei und auch 1894 bis 1895, als Emil Stang die Regierung führte. Er war weiterhin Mitglied des 1895 gebildeten norwegisch-schwedischen Unionsausschusses. In der Partei Høyre folgte er als Vorsitzender 1891 bis 1891 und 1893 bis 1896. Im HøyreBezirk von Christiania war er seit dessen Gründung 1884 stellvertretender Vorsitzender und Vorsitzender von 1889 bis 1891.
Christian Schweigaard war keine Kämpfernatur und keine Leitfigur. Aber seine Begabung zum Ausgleich machte ihn zur wichtigsten Stütze von Eil Stang. Er wurde 1880 Ritter 1. Klasse des St.-Olav-Ordens und 1890 Kommandeur 1. Klasse. Er war auch Kommandeur des schwedischen Nordstern-Ordens.